# Edgar Bruno da Silva
Edgar Bruno da Silva (* 3. Januar 1987 in São Carlos) ist ein brasilianischer Fußballspieler.

## Karriere

### Verein
Edgar begann seine Karriere bei Paulistinha, von wo er 2005 in die erste Mannschaft von Juniorville EC wechselte. Anfang der Saison 2006/07 wechselte er leihweise zum FC São Paulo. Mit drei Einsätzen gehörte er dem Meisterkader der Saison 2006 an. Im Januar 2007 wechselte er nach Portugal und unterschrieb beim SC Beira-Mar. Dort stieg er mit dem Verein prompt aus der höchsten portugiesischen Spielklasse ab, jedoch konnte er durch gute Leistungen auf sich aufmerksam machen, sodass der Meister der Saison 2006/07 FC Porto Edgar verpflichtete. Im Herbst wurde er für Porto zweimal eingesetzt, ehe er im Januar an Académica Coimbra verliehen wurde. Coimbra erreichte den zwölften Platz.
Anfang der Saison 2008/09 wurde er an den FK Roter Stern Belgrad nach Serbien verliehen. Bei den Serben gab er sein Debüt auf europäischer Klubebene. Im UEFA-Cup-Qualifikationsspiel gegen den Vertreter aus Zypern APOEL Nikosia am 14. August 2008 spielte Edgar durch und erzielte den Treffer zur zwischenzeitlichen 1:0-Führung. Das Spiel in Nikosia endete 2:2. Nach insgesamt acht Ligaspielen und zwei Europacupspielen kehrte er Roter Stern den Rücken und wechselte für ein halbes Jahr in die Heimat zu CR Vasco da Gama. Dort wurde er auch nicht glücklich und kehrte zur Saison 2009/10 nach Europa zurück und schloss sich Nacional Funchal an. In seiner Premierensaison bei dem Team aus Madeira konnte er in 24 Spielen zwölf Tore erzielen. Außerdem erzielte er einen Treffer in der Europa League. In der Meisterschaft erreichte er mit dem Verein den 7. Platz. Seit der Saison 2010/11 spielt Edgar für Vitória Guimarães.
Ab dem Sommer 2014 setzte er seine Karriere in den Vereinigten Arabischen Emiraten fort und spielte nacheinander für die Vereine al Shabab und al-Wasl.
In der Sommertransferperiode 2016 wurde er vom türkischen Erstligisten Adanaspor verpflichtet. Nach einer Spielzeit verließ er diesen Verein und zog zum al-Duhail SC weiter.

### Nationalmannschaft
Für Brasilien spielte Edgar bisher in der U-20-Auswahl.

## Erfolge
FC São Paulo
- Brasilianischer Meister (2006)

FC Porto
- Primeira Liga (2007/08)

CR Vasco da Gama
- Série B (2009)

U-20 (Fußballnationalmannschaft)
- Teilnahme bei der U-20-Fußball-Südamerikameisterschaft (2007)